# Parque da Mina
O Parque da Mina é um parque temático no Município de Monchique, na região do Algarve, em Portugal. O complexo é baseado numa casa senhorial setecentista e numa antiga mina, tendo sido transformado num parque temático em 2005. No parque foram reconstruídos vários ambientes tradicionais algarvios, incluindo uma mina, as oficinas de várias profissões e o interior de uma antiga casa abastada, sendo igualmente de destacar o conjunto de animais domésticos e exóticos, como póneis e aves.

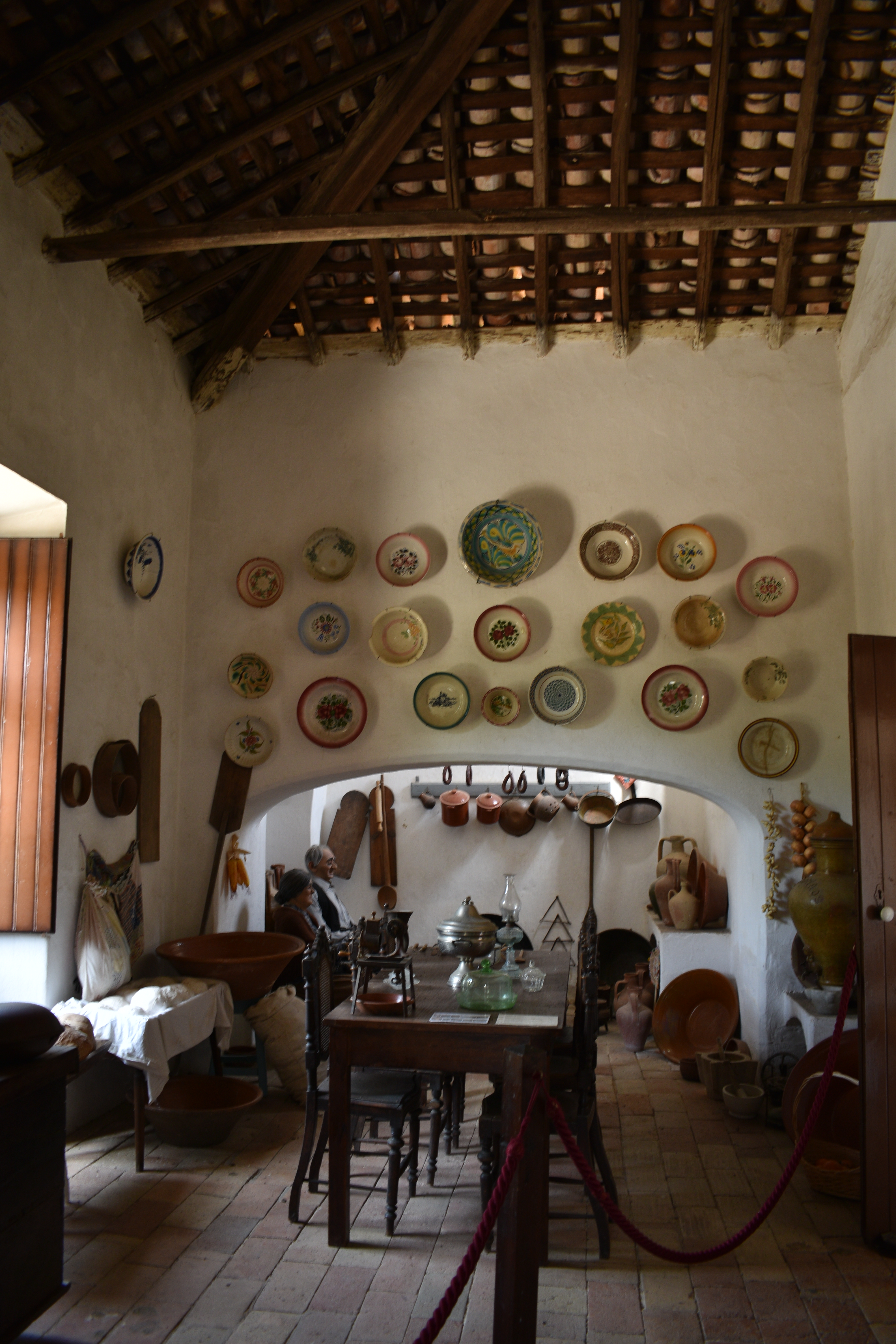
Reconstituição de uma cozinha tradicional, no interior da casa.

## Descrição
O complexo está situado na zona de Vale de Boi, entre Portimão e Monchique, tendo acesso pela Estrada Nacional 266. É composto principalmente por uma quinta histórica, com uma casa senhorial, e por uma antiga mina de ferro e cobre. A casa foi construída em arenito ferruginoso, material que pode ter contribuído para a preservação do edifício, apesar de ter já alguns séculos de idade. Foram reconstituídas várias divisões com mobiliário, decoração e utensílios antigos, com elementos decorativos e o mobiliário tradicionais da região de Monchique. Entre as várias salas encontram-se um escritório de apoio à mina, um quarto de casal, a sala de costura, a sala da música, o salão de chá, o quarto de hóspedes, a casa de banho, o quarto das crianças, a sala de jantar e a cozinha. A sala de música inclui uma grafonola, um piano, uma lareira e uma colecção de cachimbos, enquanto que na sala de chá é de especial interesse o canapé, e na casa de banho a banheira, importada do Reino Unido no século XVIII. O quarto de hóspedes tem o conjunto de mobília mais recente da casa, fabricado na década de 1930, e está decorado com quadros baseados em temas religiosos daquele período. Também se destaca o conjunto mobilar do quarto das crianças, dos finais do século XIX, e da sala de jantar, em estilo rococó. Outra sala de grande interesse é a dos relógios, onde foram expostos dezenas de exemplares, tanto de parede como de mesa. A cozinha inclui um conjunto de utensílios tradicionais, incluindo as ferramentas utilizadas na morte do porco e na produção do pão. Na cave foram expostas várias peças que eram utilizadas em diversas profissões tradicionais, incluindo a de sapateiro, merceeiro, carpinteiro e agricultor. Foi igualmente feita a reconstituição de uma adega, uma destilaria para medronho e de uma carvoaria.
Também pode ser visitada a antiga mina, com um poço aberto, onde ficou à vista um filão de minério. A quinta conta igualmente com vários veículos antigos, ferramentas e máquinas agrícolas, como alfaias, um tractor Farmall, motores de rega, uma enfardadeira, e uma carroça típica do Algarve. O antigo forno da quinta, igualmente construído em arenito ferruginoso, também foi reactivado, sendo periodicamente utilizado no fabrico de folar.
O parque inclui igualmente um labirinto de espelhos, uma cascata e uma exposição de animais domésticos e exóticos, como póneis, cabras anãs, ovelhas, porcos vietnamitas, e várias centenas de variedades de aves, incluindo galos chineses, patos e gansos.
A administração do Parque da Mina também foi responsável pela organização de vários eventos temáticos, tendo por exemplo criado o Parque Natal em Dezembro de 2019, e o campo de férias infantil Férias no Parque – do Mar à Serra, em 2020. O Parque em si também é utilizado por vários eventos de cariz cultural e social, incluindo a Gala dos Autarcas do Concelho de Monchique, em Dezembro de 2016, e o início da Peregrinação pela Paz na Europa, que se realizou em Junho de 2018.

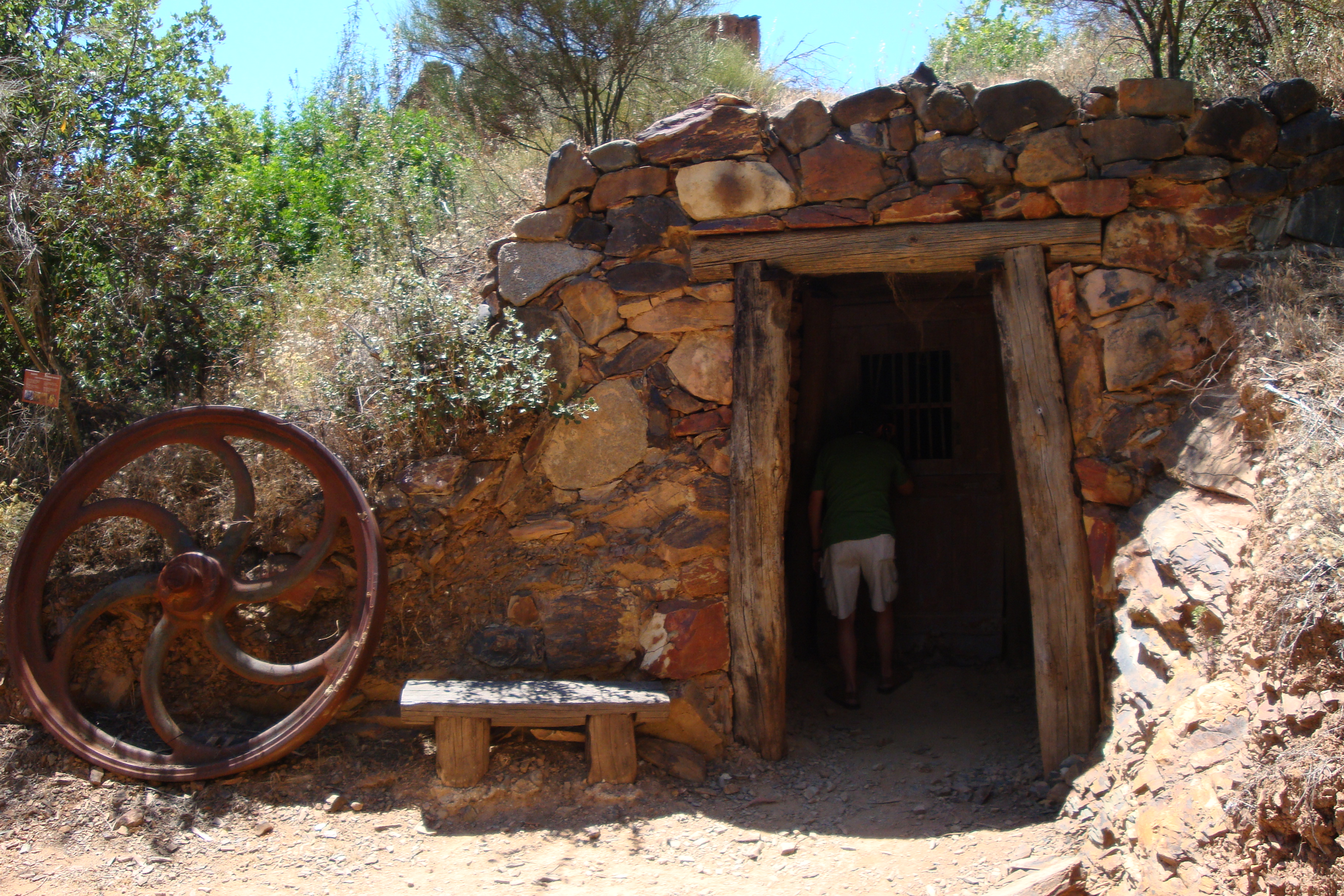
Entrada da antiga mina.

## História
A casa senhorial foi construída nos princípios do século XVIII, tendo pertencido a uma proeminente família da Serra de Monchique. O edifício chegou a ser visitado pelo rei D. Carlos, demonstrando o elevado estatuto social dos proprietários. Durante o seu funcionamento, a mina produziu principalmente ferro, cobre e bário.
Em 2000 a propriedade foi adquirida por uma sociedade, devido à riqueza dos terrenos e ao espólio no interior do edifício, que estava desocupado. Assim, o antigo complexo foi transformado num parque natural, destinado tanto aos turistas como aos habitantes locais. O Parque da Mina foi inaugurado em 2005, pela Câmara Municipal de Monchique.
O Parque da Mina foi ameaçado durante o Incêndio de Monchique de 2018, mas as chamas não chegaram a invadir o complexo devido à intervenção dos proprietários, dos bombeiros e de elementos da Guarda Nacional Republicana de Portimão.

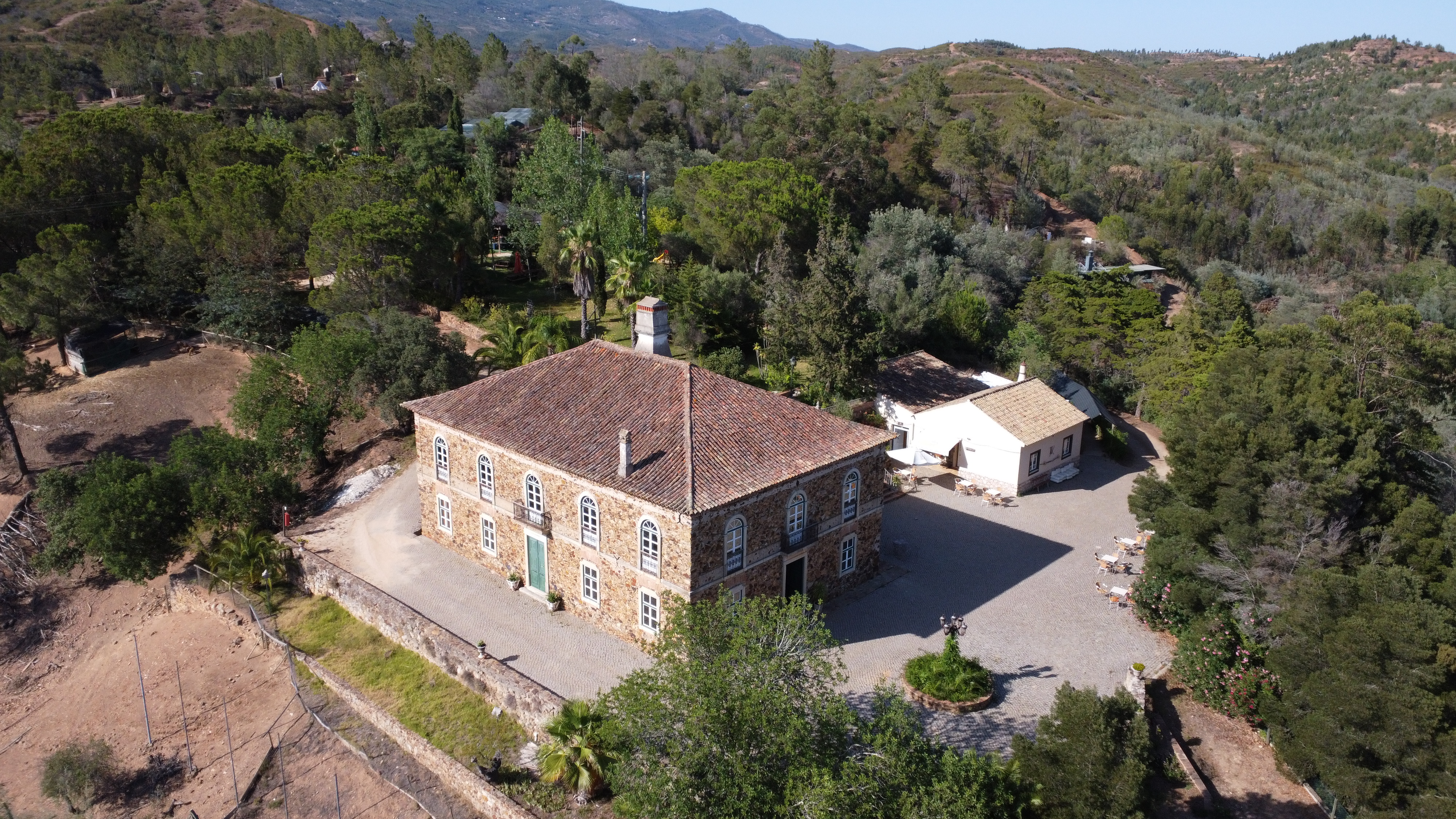
Vista aérea do Parque da Mina, em 2023.